# 国民皆兵
国民皆兵（こくみんかいへい、フランス語: levée en masse）とは、国民全員で国防を担おうという国家の姿勢、それに基づいた一定年齢の国民に対する皆兵制度。イスラエルやスイスが代表例である。

## 概要
国民が国防を担おうという国家の姿勢から、一定年齢の男子 (国によっては女子も含む) が軍務に服する制度。フランス革命戦争で身分を問わず若い健康な男性が徴兵されたことに始まり、国民意識・アイデンティティの創造の不可欠な部分を形成し、それ以前に存在していた民の徴兵形態とは区別される。　中華人民共和国、イスラエルは男女とも徴兵対象であるが、中華人民共和国は志願兵だけで賄えているために実質的に国民皆兵は形骸化している。スイスは女性は任意となっているため、2015年時点で17万553人中女性は1061人しかおらず、全体の0.6％しかいない。旧ソ連など社会主義国は皆兵制度であったが、ソ連崩壊に伴う冷戦体制終結後は一部志願制を導入した国もある。

## 国民皆兵制度国の例
- イスラエル
- スイス
- トルコ
- 韓国
- エリトリア

赤色：徴兵制を実施している国家・地域。（注）志願兵制度との並立制を実施している中華人民共和国）」などの例外国もある。
橙色：徴兵制廃止を予定している国家・地域
青色：徴兵制を実施していない国家・地域（志願制度）
紫色：法律には徴兵制が定められているが二割以下だけが召集される国家
緑色：軍を保有していない国家・地域
灰色：不明

- 中華民国（台湾）-18歳以上の男性で陸軍なら2年、海空軍なら3年の義務だったが、1年に短縮されていた。それでも少子化による兵員数不足で延期されてきたが、2018年末に4ヶ月の訓練義務を残した志願兵制度となって、徴兵制度が事実上廃止された[6]。しかし、2022年ロシア連邦のウクライナ侵略を受けて復活決定、世論も変化し、世論調査で75.9％が「1年に延ばすべき」と徴兵制度復活を支持した[7][8]。
- 中華人民共和国-志願兵で足りるために事実上形骸化。